# Neszmély
Neszmély là một thị trấn thuộc hạt Komárom-Esztergom, Hungary. Thị trấn này có diện tích 27,76 km², dân số năm 2010 là 1345 người, mật độ 48 người/km².